# Молочай крупнорогий
Молочай крупнорогий (лат. Euphorbia grandicornis) ― многолетний суккулентный кустарник; вид рода Молочай (Euphorbia) семейства Молочайные (Euphorbiaceae).

## Морфология
|                                          |
|                                          |
| Сверху вниз: Стебель с колючками, цветок |

Крупный, многоствольный, суккулентный кустарник, до 2 м высотой, больше похож на колонновидный кактус.
Ствол зигзагообразной формы. Молочай постоянно растёт и может даже развалиться под собственным весом, вырастая до 2 м высоты и такой же ширины.
Стебли 3—4-крылатые, прямостоячие, мясистые, 10—20 см шириной, глубокими выемками разделены на сегменты 5―12 см длины и 5―15 см в диаметре, светло-зелёные; центр сегментов заметно бледнее. Стебли разветвлённые ярусами. Рёбра тонкие, крыловидные, 3―7 см ширины, волнистые, с непрерывным мощным роговым серым краем, глубоко вдавленные на вершине.
По краю ребра попарно под прямым или немного тупым углом друг к другу располагаются крупные парные колючки-прилистники желтовато-коричневого, позднее серого цвета, 2―7 см длиной, крепкие, иногда имеется пара крошечных колючек в основании, они ограждают роговый край рёбер, располагаются на расстоянии 30—70 мм друг от друга.
На этом молочае появляются мелкие листочки на молодых побегах, но они быстро опадают. Листочки очень мелкие, почти чешуевидные, вырастают летом между шипами, обычно же зимой ветви оголяются и фотосинтез выполняется за счёт зелёных ветвей.
Циатии мелкие, жёлтые, блестящие, располагаются строго выше шипов на рёбрах конечного сегмента, обычно на взрослых растениях и по большей части на тех, которые растут на ярком солнце. Они обычно собраны в соцветие по 3, в середине которого находится сидячий женский цветок, а по краям — два других, двудомные, на цветоножках. Листочки обёрток 8 мм в диаметре, нектарников 5, 4 мм длиной.

## Распространение
Африка: Мозамбик, ЮАР (Квазулу-Натал).
Растёт на склонах гор, на небольшой высоте, небольшими группами, на горячей, сухой, аллювиальной почве, часто покрытой травой.

## Практическое использование
Разводится в домашних условиях как комнатное растение, может вырасти до потолка. Требуется яркое солнце и небольшой полив. Полив необходим с марта по сентябрь, зимой полив не нужен. Становится зрелым через 3—5 лет.
Размножается черенками. В комнатных условиях увидеть этот молочай цветущим можно редко.
Из этого молочая делают живые высокие изгороди, при этом его можно постоянно обрезать, а можно позволить расти в высоту. Козы и крупный рогатый скот могут объесть это растение, стараясь избежать его шипов.

## Таксономия

### Подвиды
В пределах вида выделяются два подвида:
- Euphorbia grandicornis subsp. grandicornis — Мозамбик, ЮАР (Квазулу-Натал)
- Euphorbia grandicornis subsp. sejuncta L.C.Leach — север Мозамбика

### Таксономическая таблица
|  |                                      |  |                                                             |                                                             |                      |  | ещё 36 семейств (согласно Системе APG II), в том числе Маковые | ещё 36 семейств (согласно Системе APG II), в том числе Маковые |                         |  |  |  | ещё ≈2000 видов |
|  |                                      |  |                                                             |                                                             |                      |  | ещё 36 семейств (согласно Системе APG II), в том числе Маковые | ещё 36 семейств (согласно Системе APG II), в том числе Маковые |                         |  |  |  | ещё ≈2000 видов |
|  |                                      |  |                                                             | порядок Мальпигиецветные                                    |                      |  |                                                                |                                                                | род Молочай (Euphorbia) |  |  |  |                 |
|  |                                      |  |                                                             | порядок Мальпигиецветные                                    |                      |  |                                                                |                                                                | род Молочай (Euphorbia) |  |  |  |                 |
|  | отдел Цветковые, или Покрытосеменные |  |                                                             |                                                             | семейство Молочайные |  |                                                                |                                                                | вид Молочай крупнорогий |  |  |  |                 |
|  | отдел Цветковые, или Покрытосеменные |  |                                                             |                                                             | семейство Молочайные |  |                                                                |                                                                |                         |  |  |  |                 |
|  |                                      |  | ещё 44 порядка цветковых растений (согласно Системе APG II) | ещё 44 порядка цветковых растений (согласно Системе APG II) |                      |  |                                                                | ещё >300 родов                                                 | ещё >300 родов          |  |  |  |                 |
|  |                                      |  |                                                             | ещё 44 порядка цветковых растений (согласно Системе APG II) |                      |  |                                                                |                                                                | ещё >300 родов          |  |  |  |                 |